# Avarua National Stadium
Avarua National Stadium – wielofunkcyjny stadion w Avarua (Wyspy Cooka). Jest obecnie wykorzystywany do rugby i piłki nożnej oraz zawodów lekkoatletycznych. Stadion może pomieścić 3000 widzów. Został zbudowany w 2002 roku. Stadion jest zarządzany przez National Stadium Trust Board. W północno-zachodniej części stadionu trybuny zostały przeznaczone dla mediów.